# Смит, Оливер Принс
Оливер Принс Смит (англ. Oliver Prince Smith, 26 октября 1893 — 25 декабря 1977) — генерал морской пехоты США, ветеран Второй мировой и Корейской войн. Наиболее известен как командир 1-й дивизии морской пехоты в Битве при Чосинском водохранилище. Он автор знаменитой фразы — «Мы не отступаем! Мы наступаем в другом направлении!». В отставку ушёл в звании генерала, которое было присвоено ему за выдающуюся отвагу в бою.

## Биография

### Ранние годы
Смит родился в Менарде, Техас, но вырос в Северной Каролине. Учился в Калифорнийском университете, который закончил в 1916 году. 14 мая 1917 года вступил в Корпус морской пехоты в звании второго лейтенанта.
В первое время проходил службу на Гуаме и военно-морской базе Маре-Айленд. В октябре 1921 года получил назначение командиром отряда морской пехоты на борту линкора «Техас». В мае 1924 года получил назначение в отдел кадров при штабе Корпуса морской пехоты.
В июне 1928 года был командирован в Порт-о-Пренс, Гаити, где проходил службу на должности заместителя начальника отдела кадров. В июне 1931 года вернулся в США и поступил на курсы полевых офицеров в Пехотной школе Армии США в Форт-Беннинг, Вирджиния. После окончания курсов в июне 1932 года, получил назначение инструктором в Школу морской пехоты в Квантико, Вирджиния. В сентябре 1933 года был назначен в штаб 7-го полка морской пехоты. В 1934 году Смит был направлен во Францию в качестве военно-морского атташе при посольстве США в Париже. С ноября 1934 года по июль 1936 года был первым офицером Корпуса морской пехоты, который проходил обучение в Военной школе в Париже.
В августе 1936 года вернулся в США и стал инструктором в штабе Школы морской пехоты. Тогда же получил прозвище «Профессор». В июне 1939 года получил назначение в штаб военно-морской базы в Сан-Диего, Калифорния. В июне следующего года стал командиром батальона морской пехоты, с мая 1941 года по март 1942 года вместе со своим полком находился в Исландии.

### Вторая мировая война
В мае 1942 года Смит получил приказ вернуться в Вашингтон, где занял должность офицера отдела планирования в штабе Корпуса морской пехоты. На этом месте он служил до января 1944 года. После этого он был направлен в 1-ю дивизию морской пехоты в Новую Британию. Он получил под командование 5-й полк, который возглавлял в битве у мыса Глоучестер. В апреле 1944 года он стал заместителем командира дивизии и участвовал в боях против японцев в битве за Пелелиу. В ноябре 1944 года он вошёл в штаб X-й армии, вместе с которой с апреля по июнь 1945 года сражался в битве за Окинаву.
В июле 1945 года он вернулся в США и занял должность начальника Школы морской пехоты в Квантико. В 1948 году был назначен заместителем командующего и начальником штаба Корпуса морской пехоты. В то же время он являлся главным редактором журнала Корпуса — Marine Corps Gazette.

### Война в Корее
В июне 1950 года Смит был назначен командиром 1-й дивизии морской пехоты, вместе с которой участвовал в одних из самых тяжёлых боях всей этой войны — наступлении на Инчхон и битве при Чосинском водохранилище. В октябре 1950 года дивизия высадилась на восточном побережье Кореи — в Вонсане. Общее руководство операцией осуществлял командир 10-го корпуса генерал-майор Эдвард Элмонд, с которым у Смита были напряжённые отношения. Особенно раздражало Смита то, что Элмонд постоянно называл его «сынок», несмотря на то, что разница в возрасте между ними составляла всего 10 месяцев. Кроме того, Элмонд сильно недооценивал численность китайских войск, которые осуществляли поддержку северокорейской армии. Смиту был отдан приказ наступать на север к реке Ялуцзян, однако он всеми силами замедлял движение своей дивизии, находясь на грани прямого неповиновения.
В ноябре 1950 года 1-я дивизия попала в окружение возле Чосинского водохранилища. Смит сумел прорвать блокаду и возглавил 110-километровый марш к ближайшему порту в Хыннам. В итоге, осторожность Смита при наступлении на север и то, что он распылял силы дивизии, и спасло её от полного уничтожения, а возможно и весь 10-й корпус армии США.
В мае 1951 года Смит вернулся в США, где возглавил базу морской пехоты Пендлтон, в Калифорнии. В июле 1953 года занял пост в Атлантическом командовании, где и служил до своей отставки 1 сентября 1955 года.
Скончался Смит 25 декабря 1977 года в Лос-Альтосе, Калифорния.

## Награды
За время военной карьеры Смит был удостоен следующих наград:
- крест «За выдающиеся заслуги» (США)
- медаль «За выдающуюся службу» (ВМС США)
- медаль «За выдающиеся заслуги» (Армия США)
- Серебряная звезда (США)
- орден «Легион почёта»
- Бронзовая звезда (США)
- Воздушная медаль (США)
- Благодарность президента США с тремя Звёздами за службу
- Благодарность от Морского командования
- медаль Экспедиционного корпуса морской пехоты
- медаль Победы
- медаль «За защиту Америки» (вручается за службу за пределами континентальной территории США)
- медаль «За Европейско-африканско-ближневосточную кампанию»
- медаль «За Азиатско-тихоокеанскую кампанию»
- медаль Победы во Второй мировой войне (США)
- медаль за службу национальной обороне (США)
- медаль «За службу в Корее» (США)
- медаль за службу на Гаити
- орден Оранских-Нассау
- орден за заслуги в обеспечении национальной безопасности (медаль Tong-Il)
- Благодарность президента Республики Корея
- медаль «За службу ООН в Корее»